# Orden de la Amistad
La Orden de la Amistad (en ruso: Орден Дружбы, Orden druzhby) es una distinción otorgada en Rusia, desde el 2 de marzo de 1994 en reconocimiento a las personas extranjeras cuyos trabajos, actos y esfuerzos se han dirigido a mejorar las relaciones con la Federación de Rusia y su pueblo.

## Historia
La orden de la Amistad es una condecoración creada por ucase del presidente de la federación de Rusia, el 2 de marzo de 1994. Sucede a la Orden de la Amistad de los Pueblos, una condecoración creada el 17 de diciembre de 1972 en la Unión Soviética.

## Personas distinguidas
Algunas de las personas distinguidas con la Orden de la Amistad son: 

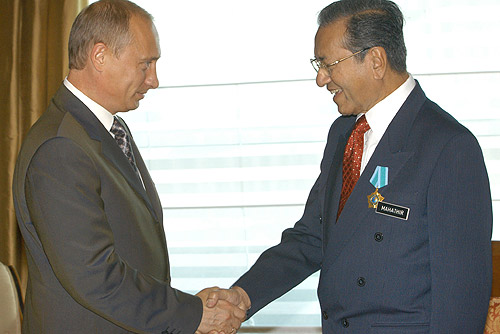
El 5 de agosto de 2003, el presidente ruso Vladímir Putin otorgó al Primer ministro de Malasia Mahathir Mohamad, la Orden de la Amistad en Kuala Lumpur.

- Mahathir Mohamad, primer ministro de Malasia[2]
- Grigori Rodchenkov, antiguo director de un laboratorio antidopaje en Moscú (Rusia)
- George Blake, agente doble (Reino Unido)
- David Blatt, entrenador de baloncesto (Israel/EE. UU.)
- Jean Chrétien, ex primer ministro de Canadá
- Dimitris Christofias, presidente de Chipre
- Adrienne Clarkson, Gobernadora General de Canadá
- Van Cliburn, pianista (EE. UU.)
- Patricia Cloherty, empresaria (EE. UU.)
- Frank De Winne, astronauta de la ESA y Jefe del European Astronaut Centre (Bélgica)
- Milorad Dodik, presidente de la Republika Srpska
- Maurice Druon, escritor (Francia)
- Pedro Duque, astronauta de la ESA[3]
- Ignacio IV Hazim de Antioquía, patriarca de la Iglesia ortodoxa griega.[4]
- Daisaku Ikeda, presidente de Soka Gakkai Internacional (Japón)
- Akhmad Kadyrov, presidente de Chechenia
- Anatoly Karpov, por su contribución a la amistad y entendimiento entre los pueblos
- Miguel de Kent, primo de la reina Isabel II y descendiente del zar Alejandro II de Rusia (RU)
- Daniel Ortega, Político y Actual Presidente de Nicaragua
- Vakhtang Kikabidze, cantante y actor (Georgia)
- André Kuipers, astronauta de la ESA (Neerlandés)
- Valery Leontiev, cantante
- Yulia Lipnitskaya
- Antonio Mennini, Nuncio apostólico en Rusia (2002–2010) por su contribución al desarrollo de las relaciones entre Rusia y la Santa Sede (Ciudad del Vaticano)[5]
- Aliya Mustafina, gimnasta y medallista olímpica
- Riccardo Muti, director de orquesta (Italia)[6]
- Oscar Niemeyer, arquitecto (Brasil)
- Rodney Arismendi, político, ensayista, periodista y Secretario General del Partido Comunista de Uruguay (Uruguayo)
- Sagadat Nurmagambetov, Ministro de Defensa de Kazajistán
- Jacques Rogge, presidente del Comité Olímpico Internacional (Bélgica)
- Buvaisar Saitiev, medallista olímpico
- Mrinal Sen, director de cine (India)
- Dario Salas Sommer, Filósofo chileno[7]
- Rex Tillerson, CEO de ExxonMobil Corporation, Secretario de Estado nominado.
- Andrzej Wajda, director de Cine (Polonia)
- Rowan Williams, Archbishop of Canterbury, Arzobispo de Canterbury, reconocido por sus contribuciones a la amistad entre Rusia y Reino Unido y por su amor a la literatura rusa.[8] (Reino Unido)
- Tatjana Ždanoka, política (Letonia)
- Gianni Infantino, presidente de la FIFA (Suiza/Italia)